# مریت (تگزاس)
مریت (به انگلیسی: Merit) یک منطقهٔ مسکونی در ایالات متحده آمریکا است که در شهرستان هانت، تگزاس واقع شده‌است.